# Virgen de Lidón
La Virgen de Lidón (en valenciano Mare de Déu del Lledó) es una advocación mariana venerada en la ciudad de Castellón de la Plana (Comunidad Valenciana), de la que es patrona. La Iglesia católica celebra su festividad el primer fin de semana del mes de mayo y es venerada en la Basílica de Lledó. La Iglesia católica conmemora su festividad el 4 de mayo.

## Historia

### El hallazgo de la imagen

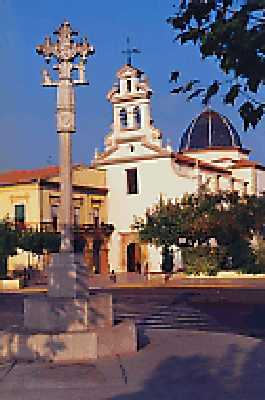
Basílica del Lledó, templo en el que se venera la imagen.

La tradición más antigua del hallazgo (en valenciano, trovalla) de la imagen se conserva en un texto contenido en el Llibre de Be e de Mal del Archivo Municipal de Valencia, de 1366. Según el cronista, aquel mismo año, mientras un labrador llamado Perot (Pedro) de Granyana araba con sus bueyes, levantó una piedra junto a las raíces de un almez, bajo la cual apareció la imagen. La leyenda (no el cronista citado) cuenta que, tras el hallazgo, Perot llevó la imagen a la autoridad eclesiástica, que decidió conservarla en la iglesia parroquial, pero milagrosamente la Virgen habría vuelto a su lugar de origen. Habiéndose repetido el milagro varias veces, el pueblo entendió que era la voluntad de la Virgen que le fuera edificado un templo en el mismo lugar en que fue hallada.
"Por determinación de los Jurados se le erigió una capilla en el sitio del hallazgo. Pues bien: esta imagen es la Virgen de Lidón".
Según esta tradición, por haber sido encontrado bajo un almez, a partir de su fruto (almeza o, en valenciano, lledó), a esta imagen se la conoce en valenciano con el nombre de "Mare de Déu del Lledò". Tras el hallazgo de la imagen se construyó una capilla en el mismo lugar, que fue ampliada posteriormente tras el auge de la devoción.
En el siglo XX se puso en duda la autenticidad del texto de 1366, porque supuestamente en aquel año todavía no existía un Llibre de Be e Mal; además, el lenguaje del cronista no correspondería al usado en Castellón en el siglo XIV. Se añade a la sospecha que el supuesto texto original habría sido quemado en el siglo XVI, y el texto conocido se trataría de una copia de copias que J.A. Balbás encontró en el Archivo Municipal de Castellón. Por todo esto apunta a que la narración de la trovalla sería una falisificación del siglo XVI o incluso posterior.
En cualquier caso, hay noticias ciertas que en 1379 "la Iglesia de santa María de Lidón fuese demasiado pequeña, tanto que para las gentes por devoción que hay y van a velar buenamente no pueden caber".

### Hipótesis sobre el origen de la imagen
Tanto si se admite la leyenda del hallazgo como si no, está claro que la estatuilla era anterior al siglo XIV, y los expertos consideran que existía ya siglos (si no milenios) antes de esa fecha. Se ha sugerido que sea una Astaré (Istar) traída por los fenicios o una diosa madre helenística o grecorromana. Sin embargo, los autores del estudio posiblemente más completo hasta ahora, no se atreven a ir más allá de esta genérica opinión : "podría ser una escultura de arte popular de cualquier tiempo anterior al s. VI, en la que habría que admitir extrañísimas influencias orientales, vagamente expresadas".
Gusi i Jener considera una "hipótesis razonable" que el culto y la misma imagen tengan su origen en "la antigüedad tardía, entre los siglos IV-V, en un modesto amuleto de iconografía burdamente orientalizante o vagamente grecoegiptizante", en el mundo romano, puesto que la cultura material de la zona y alrededores muestra una importante presencia romana (al menos bastante más importante que las demás) y la imagen presenta símbolos semejantes a los símbolos mágicos egipcios de la época grecorromana. Según este autor, la imagen "perviviría posteriormente en el seno de algún grupo familiar o social, cuyos miembros pudieron profesar la nueva religión cristiana"., viendo en la estatuilla "una figuración de la Virgen María" y su culto se difundió entre los vecinos. A causa de las dificultades para el culto cristiano durante la dominación islámica, "los grupos morzárabes siguieron conservando la imagen en el mismo enclave de siempre, los alrededores del pujol (de Lledó)". En algún momento la imagen se habría escondido y posteriormente perdido hasta su hallazgo en el siglo XIV.

### Vicisitudes durante la Guerra Civil
Durante el transcurso de la guerra civil española los milicianos controlaron los accesos al templo, impidiendo que la población pudiera acercarse, y la corona con la que había sido investida en 1924 fue robada. Ante el peligro que corría la imagen, el alcalde de la ciudad, Sr. Aragonés, confió un salvoconducto al escultor Juan Bautista Adsuara y al pintor Ramón Paús, para que trasladaran la imagen al Museo de Bellas Artes. Posteriormente fue enterrada bajo el campanario de la iglesia de San Vicente Ferrer, donde permaneció hasta 1938, año en que fue colocada en el pecho de la imagen venerada en la arciprestal de Santa María, ya que la escultura original del siglo XVI había sido destruida.

### Reconocimiento de la Iglesia Católica
En 1375 el cardenal Pietro Corsini concedió la gracia de poder celebrar misa diaria en el santuario. Desde entonces fueron sucediéndose diversas gracias por los pontífices a favor de la devoción a la imagen: Gregorio VII (1579), Clemente XI (1702), Pío XI (1922), Pablo VI (1966) y finalmente el último papa, Benedicto XVI, quien concedió especiales gracias con ocasión del Primer Año Mariano de LLedó, en el año 2008.
Clemente XI publicó sendos breves en los que se concedía indulgencia a los cofrades de Nuestra Señora de Lidón (breve de 1702) y a quienes visitasen el santuario el día de la Purísima.

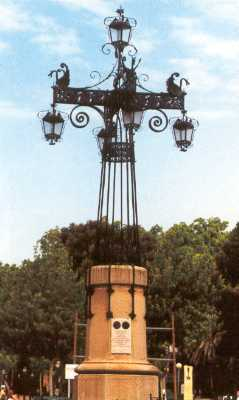
Farola que conmemora el lugar donde se coronó a la Virgen.

El papa Pío XI proclamó el 8 de noviembre de 1922 a la imagen patrona de Castellón. Con este motivo la imagen es colocada en el pecho de una escultura de mayor tamaño, y comienza a ser vestida con ropajes y mantos bordados. El decreto es firmado por el Prefecto de la Congregación de Ritos, el Card. Antonio Vico:
| Sanctitas porro Sua, eiusmodi supplicia vota ab infrascripto Cardinali Sacrae Rituum Congregationi Praefecto relata, peramanter excipiens, Beatissimam Virginem Mariam titulo vulgari de Lidon Civitatis Castellon de la Plana Patronam principalem suprema Auctoritate Sua declaravit et constituit: omnibus eidem hunorificentiis ac privilegiis attributis, quae praecipuis locorum Patronis de iure competunt. | Su Santidad, habiendo acogido con gran afecto tales súplicas, que le fueron referidas por el que suscribe, el cardenal prefecto de la Sagrada Congregación de Ritos, con su suprema autoridad declaró y constituyó a la Bienaventurada Virgen María bajo la advocación vernácula de Lidón patrona principal de la ciudad de Castellón de la Plana: con todos los honores y privilegios que competen a los patronos principales de los lugares. |

El mismo pontífice aprobó la coronación canónica pontificia de la imagen, que tuvo lugar el 4 de mayo de 1924 en la plaza de la Independencia, en una ceremonia oficiada a las doce del mediodía por Francesc Vidal i Barraquer, obispo de Tarragona. La ciudad se puso de gala, y el consistorio llevó a cabo un programa de actividades compuesto por corridas de toros, ferias comerciales, conciertos, misas, procesiones y otros actos religiosos y culturales.
En el año 1974 se celebró el 50.º aniversario de su coronación, siendo trasladada desde su santuario a la concatedral de Santa María. Para la celebración el ayuntamiento decidió rememorar el programa de actos realizados en su coronación; además, se ofició una ceremonia en la que se volvió a coronar la imagen, acto que tuvo lugar en la plaza Mayor de la ciudad, frente la catedral de Santa María por el primer obispo de la diócesis de Segorbe-Castellón, Josep Pont i Gol. 
El 18 de marzo de 1983 el papa Juan Pablo II elevó a la dignidad de basílica menor el santuario de Lidón.
En el 75.º aniversario de la coronación de la Virgen, en 1999, el obispo Juan Antonio Reig Pla hizo una nueva la coronación de la imagen en la plaza de la Independencia y promovió la visita de la imagen venerada a todas las parroquias de la ciudad. Ese mismo año, en el contexto de esta celebración, se consagró también la concatedral de Santa María. 

El 7 de diciembre de 2007 el obispo de la diócesis, Casimiro López Llorente, decretó que "el año de gracia de 2008 y, en adelante, todos los años en que el día 4 de mayo, fecha de la solemne coronación canónica, reincida en domingo, sea considerado especial Año Mariano de Lledó″. En estos años, 
los solemnes cultos y fiestas patronales de Santa María de Lledó, Patrona de la Ciudad, cuya solemnidad litúrgica se celebra en su Basílica el primer domingo del mes de mayo, se celebren dichos años Marianos en la Ciudad de Castellón, trasladando a este fin solemnemente la Imagen de Nuestra Señora de Lledó, que secularmente se venera en la Basílica, a la Iglesia Con-Catedral de Santa María de la Ciudad de Castellón

## Descripción de la imagen

### La imagen venerada
La Virgen de Lidón es una pequeña estatuilla de alabastro de apenas 6 cm de altura. Es la parte superior (de caderas arriba) de una mujer, posiblemente por haberse roto y perdido la parte inferior. Además, posiblemente también por un golpe, en algún tiempo la cabeza se desprendió del tronco, y perdió toda casi la mitad izquierda de la cabeza; aunque la cabeza se ha vuelto a pegar, la mitad izquierda de su cara se ha perdido.
Aunque los rasgos de la imagen son poco perceptibles, se pueden notar "ojos hundidos, nariz de base ancha y gran prognatismo de maxilares. Brazos plegados y cruzados sobre el pecho, con mano derecha más corta y ocultada en parte debajo de la izquierda". Tan sutiles son los rasgos que antiguamente se creía que era "imagen desnuda". ; sin embargo, en 1986, se determinó que está "vestida con una túnica de mangas largas". Actualmente la imagen está adornada por una corona, y dotada de una base y de un manto de oro que le cubre la espalda. 
Ante el peligro de profanación, el año 1936 la pequeña imagen fue llevada a la Iglesia de San Vicente Ferrer y se escondió en el campanario. Pasada la Guerra Civil fue devuelta a su ermita.

### La imagen-relicario delsigloXVI
Es una estatua de alabastro de 60 cm de altura, con las manos juntas y un nicho excavado en su vientre, destinado a contener la imagen veneranda. "Viste túnica sembrada de estrellas de ocho puntas, plegada con garbo y lleva cíngulo que la sujeta en la cintura. Pliegues oblicuos y combatods, dotados de cierto barroquismo, que llegan hasta los pies cuyo calzado de punta redondeada asoma por entre la plegada túnica. Manto sujeto al cuello por fíbula circular, delimitando cierto gracioso escote. Restos de azul y bermellón, policromía ya perdida que decoró este manto recogido a los lados. Cabeza bien modelada, delicada, con cabellera partida que le cae a los lados, cubierta con finísimo velo".
No se sabe quién o cuándo esculpió esta imagen, aunque se habla de probable procedencia italiana, pero sabemos que está en la ermita Lidón al menos de mediados del siglo XVI, donde los inventarios de la ermita comienzan a señalar que existen "dos imágenes de piedra de alabastro de Nuestra Señora". En 1605 se excavó una hornacina en su vientre para colocar dentro de ella la Virgen de Lidón, y desde entonces se habla de ellas refiriéndose al imagen-relicario y a la imagen original.
Esta imagen-relicario fue destruida el año 1936. Pasada la Guerra Civil, en 1940, se recuperó buena parte de un montón de escombros, aunque quedó incompleta.

### Imagen-relicario actual

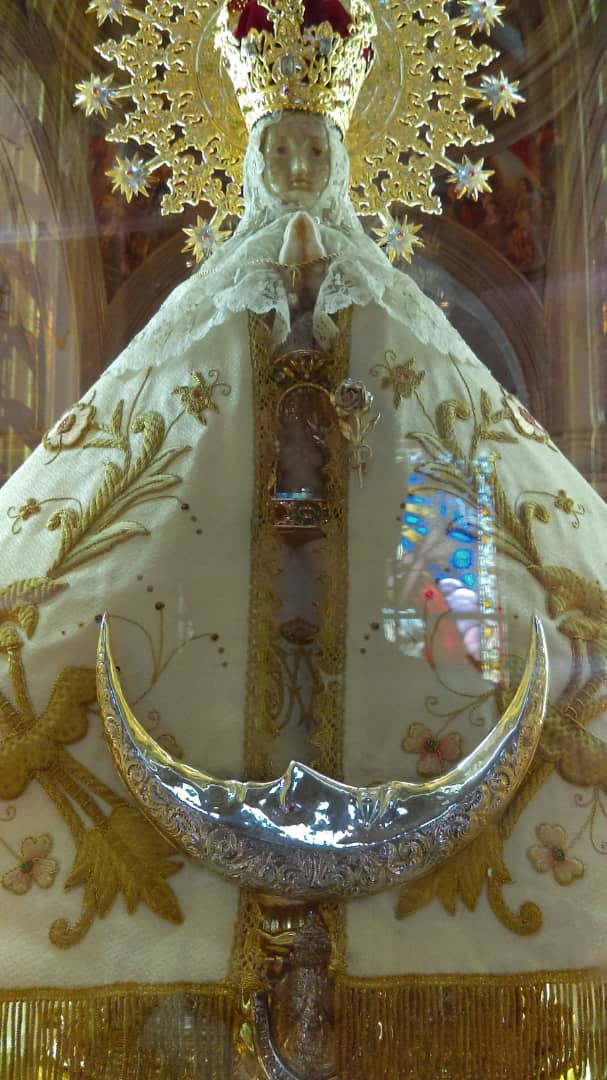
La imagen-relicario actual, con su manto y corona, llevando en la hornacina la venerada imagen

La imagen-relicario que se muestra hoy en el ábside de la basílica fue esculpida por Tomás Domingo Colón y policromada por Juan Bautista Porcar para sustituir la que fue destruida durante la persecución religiosa; fue bendecida en 1939. Es una imagen de una inmaculada con las manos juntas. Normalmente está cubierta por un manto cónico que le cubre todo el cuerpo. En su pecho está excavada la hornacina que contiene la imagen venerada.

## El nombre
Según la teoría más tradicional, el nombre se debe al hecho de haber sido hallada la imagen a los pies de un 'celtis australis' (en valenciano llamado 'lledoner', en castellano almez, lodoño, latonero o ledonero). Sin embargo, en vez de tomar el nombre del árbol, lo toma del fruto: el 'lledó' (en castellano almeza, latón o incluso ledón, entre otros muchos nombres posibles. El habla popular castellana castellanizaría este nombre como "Lidón". 
Sin embargo, en años recientes ha ido tomando fuerza la teoría de que Lidón sea un nombre de origen geográfico, no botánico. Según esta teoría, el nombre derivaría de la voz celta lugdunum, que querría decir "colina (dedicada al Dios celta) Lug". Así se llamaba la ciudad gala que hoy conocemos como Lyon. El primero que propuso esta teoría, pero aplicado a la villa catalana de Lledó d'Empordà, fue A. M. Badía Margarit en 1966. José Sánchez Adell propone el mismo origen para el nombre que nos concierne. De hecho, comenta que en el 'Llibre de vàlues de peyta' (1398) se encuentra un registro con el que un tal Pere Miquel posee "la terra del pujol (montículo) a Sta. María de Lledó", indicando que ahí existía un montículo. Por lo tanto, hay fundamento para pensar que el nombre Lidón proviene del celta lugdunum, y no, como se creía, del fruto del almez. La principal dificultad para aceptar esta tesis probablemente sea la escasa cultura material celta de la zona.

## Fiesta
Desde su coronación, por disposición del papa Pío XI, el sábado anterior al primer domingo de mayo se celebra la festividad en honor de la Virgen de Lidón, cuyas celebraciones externas se extienden al mismo domingo.
En el programa de actos se incluyen actos religiosos y culturales, destacando la fiesta litúrgica, un triduo, un certamen literario o la correspondiente procesión con la imagen.
Además la Ciudad de Castellón del 3° al 4° Domingo de Cuaresma celebra las Fiestas de la Magdalena que commemora el traslado de la Ciudad del Cerro a la Plana, dentro de los cuales el 2° sábado de las fiestas se desarrolla un desfile de las Gaiatas, Asociaciones Culturales, Entidades y Reinas de las Fiestas desde el centro de la ciudad a la Basílica, efectuando alli una Ofrenda de Flores a los pies de la Virgen y realizando un mural floral.

## Cofradía
Desde los primeros documentos conservados en el archivo municipal de Castellón consta que el consejo de la ciudad se encargaba de la administración y cuidado de la ermita de Lidón. El consejo delegaba "en el manobrer para todo cuanto afectase a obras y mejoras de la fábrica y en el sagristà para la ordenación, buena marcha y mejor administración de las limosnas de los fieles y subvenciones del Consejo para el culto, la guarda y conservación de los ornamentos y joyas que la devoción acreció en torno a la imagen".
En 1559 Mons. Fernando de Loazes, obispo de Tortosa crea la "Loable Cofradía de la Gloriosa e Inmaculada Verge Maria del Lledó" a petición del consejo de la ciudad para cubrir estos fines. Los cargos directivos eran el clavario (que asumía las funciones del manobrer), el mayoral seglar (que asumía las funciones del sagristà) y el mayoral eclesiástico o prior, que sería un cléricgo designado por el obispo. En 1873 fue erigida canónicamente.
Tiene el título de "real" desde que en 1927 la reina de España Victoria Eugenia de Battenberg fue nombrada camarera mayor.

## Música

### Salve popular
El himno más tradicional de la Virgen de Lidón es el conocido como "Salve popular". El texto, escrito en castellano por Antonio Alloza Agut es una décima espinela con rima consonante. 
Salve, virgen del Lidón, 
Del mortal corredentora,
nuestra Patrona y Señora,
égida de Castellón. 
Con viva fe y efusión 
te invocamos, Virgen pía,
pues eres nuestra alegría,
esperanza y consuelo; 
oye siempre con anhelo
nuestras preces, Madre mía.
El texto fue musicalizado por Mossén Jaime Pachés Andreu.

### Gozos de 1916
Los gozos en honor de la Virgen de Lidón (Gojos en lloança de La Mare de Déu del Lledó) fueron escritos por Lluis Revest Corzo en 1916 en forma de letrilla, en la cual se repite constantemente la frase "de l'amor nostra Senyora, Mare de Déu del Lledó". Fueron musicalizados en 1917 por D. Vicente Ripollés Pérez canónigo castellonense de la catedral de Valencia. Con el tiempo estos gozos sustituyeron a los más antiguos (cf. 'infra').
| Valenciano | Castellano |
| --- | --- |
| Del poble de Castelló sigau llum i auxiliadora, de l´amor nostre Senyora Mare de Déu del Lledó. | Del pueblo de Castellón sed luz, sed auxiliadora, Señora de nuestro amor, Virgen santa de Lidón. |
| Sou l´hort tancat ahon creixia la flor del Déu humanat; de la eterna Caritat sou la Esposa ¡oh verge pia! Vós sola en la Concepció sou de l´infern triunfadora, de l´amor nostre Senyora Mare de Déu del Lledó.    | Sois el huerto cerrado en que crecía la flor del Dios hecho hombre; del Eterno Amor sois la esposa, Virgen pía. Vos sola en la concepción salís triunfante del infierno, Señora de nuestro amor, Virgen santa de Lidón.    |
| Sou clar estrel, llum i guía que mostra´l port a la nau; sou l´arc-iris de la pau ¡oh Santa Verge Maria! Sou la dorada Mansió en que Déu complagut mora, de l´amor nostre Senyora Mare de Déu del Lledó.           | Sois astro luminoso, luz y guía que muestra a la nave el puerto; sois el arco iris de la paz, ¡oh, santa Virgen María! Sois la casa de oro en que Dios, complacido, mora, Señora de nuestro amor, Virgen santa de Lidón.   |
| D´amor puríssim la mel en Vós trobem dolça Mare; sou l´escut qui nos ampare i sou la porta del Cel. Sou de Déu la bendició, Sou del día etern l´aurora, de l´amor nostre Senyora Mare de Déu del Lledó.            | La miel del amor más puro en vos hallamos, dulce Madre; sois el escudo que nos ampara y sois la puerta del cielo. Sois la bendición de Dios, sois la aurora del día eterno, Señora de nuestro amor, Virgen santa de Lidón. |
| Del vostre amor un cantar és tota la nostra historia; Castelló ha begut sa glòria ací al peu del vostre altar. Es la vostra protecció de sa grandesa penyora, de l´amor nostre Senyora Mare de Déu del Lledó.      | Un cantar de vuestro amor es toda nuestra historia; Castellón bebió su gloria aquí al pie de vuestro altar. Es vuestra protección prenda de su grandeza, Señora de nuestro amor, Virgen santa de Lidón.                    |
| Vostra santa mà deté de Déu la justa vengança; Vós sou la nostra esperança i el sol de la nostra Fe. Sou bàlsem i curació del qui vostre auxili implora, de l´amor nostre Senyora Mare de Déu del Lledó.           | Vuestra santa mano detiene la justa venganza de Dios; sois vos nuestra esperanza y el sol de nuestra fe. Sois bálsamo y sanación de quien vuestro auxilio implora, Señora de nuestro amor, Virgen santa de Lidón.          |
| A la Plana beneïx vostra mà, i del vostre amor és un cantar cada flor que´n esta terra florix. Sancera la creació vos diu ací triunfadora, de l´amor nostre Senyora Mare de Déu del Lledó.                         | A la Plana la bendice vuestra mano, y de vuestro amor un cantar es cada flor que en esta tierra florece. La creación entera os llama aquí vencedora, Señora de nuestro amor, Virgen santa de Lidón.                        |
| ¡Doneu vostre amor en signe de salvació als vostres fills! ¡Trobe en Vós en los perills tot home auxili benigne! Trobe oìt tota oració i conhort tot lo qui plora, de l´amor nostre Senyora Mare de Déu del Lledó. | ¡Dad vuestro amor en señal de salvación a vuestros hijos! ¡En los peligros todo hombre halle en vos benigno auxilio! Halle oído toda oración consuelo todo el que llora, Señora de nuestro amor, Virgen santa de Lidón.    |
| Pera tota enfermetat sigau Vós la medicina; ¡oh sanadora piscina de la lepra del pecat! ¡Trobe en Vós consolació lo cor qui del Cel s´anyora! de l´amor nostre Senyora Mare de Déu del Lledó.                      | Para toda enfermedad sed vos misma medicina; ¡oh, sanadora piscina de la lepra del pecado! Halle en vos consolación el corazón que el cielo anhela, Señora de nuestro amor, Virgen santa de Lidón.                         |
| Protegiu los nostres camps, beneiu la nostra terra, aparteu d´ací la guerra, la fam, la pesta i los llamps. Tot treball honrat i bo trobe en Vós sa protectora, de l´amor nostre Senyora Mare de Déu del Lledó.    | Proteged nuestros campos y bendecid nuestra tierra, apartad de aquí la guerra hambre, peste y relámpagos. Todo trabajo honrado y bueno halle en vos su protectora, Señora de nuestro amor, Virgen santa de Lidón.          |
| En Vós valor lo soldat trobe, i lo qui estudia ciencia, trobe el pobre en Vos paciencia i vega el ric Caritat. Trobe´l sacerdot la unció de nostra fe defensora, de l´amor nostre Senyora Mare de Déu del Lledó.   | En vos halla valor el soldado y quien estudia, la ciencia, halla el pobre la paciencia y el rico, la caridad. Halla el sacerdote unción que es de la fe defensora. Señora de nuestro amor, Virgen santa de Lidón.          |
| Beneiu nostra alegria, consoleu nostra tristor i sempre del vostre amor ompliu-nos, Verge María. Tingam vostra protección ara i de la mort a l´hora, de l´amor nostre Senyora Mare de Déu del Lledó.               | Bendecid nuestra alegría, consolad nuestra tristeza, y de vuestro amor llenadnos siempre, Virgen María. Tengamos vuestra protección ahora y en la hora de la muerte, Señora de nuestro amor, Virgen santa de Lidón.        |
| Del poble de Castelló sigau llum i auxiliadora, de l´amor nostre Senyora Mare de Déu del Lledó. | Del pueblo de Castellón sed luz, sed auxiliadora, Señora de nuestro amor, Virgen santa de Lidón. |

### Gozos antiguos
Antes de que los gozos actuales se difundieran, se cantaban otros que, se decía, “se cantan en su ermitorio desde tiempos muy antiguos”. Estos gozos, compuestos en castellano por un anónimo en forma de seguidilla, narraban poéticamente la historia del hallazgo de la Virgen y construcción de su ermita. En cuanto a la música, había varias formas de cantarla (cf. ibid., 73)
En cualquier tribulación que
en este mundo tengamos,
vuestro favor imploramos,
virgen Santa de Lidón.
A la raíz de un almez
fue vuestra imagen hallada,
de fulgores adornada
de la cabeza a los pies,
y pues de tal invención
devotos nos alegramos
vuestro favor imploramos,
Virgen santa de Lidón.
Un labrador venturoso
tuvo tan devoto hallazgo,
y esta villa el patronazgo
logró, y en él su reposo;
a vos, con tal ocasión,
toda propicia os miramos,
vuestro favor imploramos,
Virgen santa de Lidón.
El inventor con presteza
la mano aplicaros quiso,
mas, contrahecho de improviso
su brazo quedó sin fuerza;
toda la veneración
del arca de Dios os damos;
vuestro favor imploramos,
Virgen santa de Lidón.
A vuestra graciosa frente
el arado tosco hirió,
con lo cual nos confirmó
de divina agua una fuente;
a vista de tan gran don
los que sedientos estamos,
vuestro favor imploramos,
Virgen santa de Lidón.
El clero, pues, y la villa
a la huerta caminaron,
donde felices hallaron
tan singular maravilla;
de cuya alegre fruición
porque los frutos tengamos,
vuestro favor imploramos,
Virgen santa de Lidón.
En procesión muy solemne
os trajeron a la iglesia,
mas vuestra humildad aprecia
el que fue primer albergue;
ya por singular blasón
en propio templo os hallamos;
vuestro favor imploramos,
Virgen santa de Lidón.
Los milagros que aquí obráis
no los comprende el guarismo,
y las fieras del abismo
con vuestro nombre aterráis;
y pues de Dios el perdón
por vuestro medio alcanzamos,
vuestro favor imploramos,
Virgen santa de Lidón.
Pues con todo corazón
vuestros loores cantamos,
vuestro favor imploramos,
Virgen santa de Lidón.